# Prix Jean-Nicod
Le prix Jean-Nicod est remis chaque année, à Paris à un chercheur effectuant des recherches philosophiques se rapportant à la cognition.
| Année | Nom                               | Université                                                  | Lectures Title                                                                                     | Video | Publication              |  |
| ----- | --------------------------------- | ----------------------------------------------------------- | -------------------------------------------------------------------------------------------------- | ----- | ------------------------ |  |
| 1993  | Jerry Fodor                       | Université Rutgers                                          | The Elm and the Expert: Mentalese and Its Semantics                                                | n/a   | (ISBN 0-26256-093-3)     |  |
| 1994  | Fred Dretske                      | Université Stanford                                         | Naturalizing the Mind                                                                              | n/a   | (ISBN 0-26254-089-4)     |  |
| 1995  | Donald Davidson                   | Université de Californie à Berkeley                         | n/a                                                                                                | n/a   | n/a                      |  |
| 1996  | Hans Kamp                         | Université de Stuttgart                                     | Thinking and Talking about Things                                                                  | n/a   | n/a                      |  |
| 1997  | Jon Elster                        | Université Columbia                                         | Strong Feelings. Emotion, Addiction, and Human Behavior                                            | n/a   | (ISBN 0-26205-056-0)     |  |
| 1998  | Susan Carey                       | Université de New York                                      | The Origins of Concepts: Evolution vs Culture                                                      | n/a   | n/a                      |  |
| 1999  | John Perry                        | Université Stanford                                         | Knowledge, Possibility, and Consciousness                                                          | n/a   | (ISBN 0-26216-199-0)     |  |
| 2000  | John Searle                       | Université de Californie à Berkeley                         | Rationality in Action                                                                              | n/a   | (ISBN 0-26219-463-5)     |  |
| 2001  | Daniel Dennett                    | Université Tufts                                            | Sweet Dreams. Philosophical Obstacles to a Science of Consciousness                                | n/a   | (ISBN 0-26204-225-8)     |  |
| 2002  | Ruth Millikan                     | Université du Connecticut                                   | Varieties of Meaning                                                                               | n/a   | (ISBN 0-26213-444-6)     |  |
| 2003  | Ray Jackendoff                    | Université Tufts                                            | Mental Structures. Language, Society, Consciousness                                                | [1]   | n/a                      |  |
| 2004  | Zenon Pylyshyn                    | Université Rutgers                                          | Things and Places. How the mind connects with the world                                            | [2]   | n/a                      |  |
| 2005  | Gilbert Harman                    | Université de Princeton                                     | The Problem of Induction and Statistical Learning Theory                                           | n/a   | (ISBN 978-0-26208-360-7) |  |
| 2006  | Michael Tomasello                 | Institut Max-Planck d'anthropologie évolutionniste, Leipzig | Origins of Human Communication                                                                     | [3]   | (ISBN 978-0-26220-177-3) |  |
| 2007  | Stephen Stich                     | Université Rutgers                                          | Moral Theory Meets Cognitive Science: How the Cognitive Science Can Transform Traditional Debates. | [4]   | n/a                      |  |
| 2008  | Kim Sterelny                      | Université Victoria de Wellington                           | The Fate of the Third Chimpazee                                                                    | n/a   | n/a                      |  |
| 2009  | Elizabeth Spelke                  | Université Harvard                                          | Sources of Human Knowledge                                                                         | n/a   | n/a                      |  |
| 2010  | Tyler Burge                       | Université de Californie à Los Angeles                      | Thresholds of Reason                                                                               | n/a   | n/a                      |  |
| 2011  | Gergely Csibra and György Gergely | CEU, Budapest                                               | Pédagogie naturelle                                                                                | [5]   |                          |  |
| 2013  | Ned Block                         | Université de New York                                      | Conscience, Inconscience, Preconscience                                                            | [6]   |                          |  |
| 2014  | Uta Frith et Chris Frith          | University College de Londres                               | What makes us social                                                                               | [7]   |                          |  |
| 2015  | David Chalmers                    | Université de New York                                      | Spatial experience and virtual reality                                                             | [8]   |                          |  |
| 2016  | Patrick Haggard                   | University College de Londres                               | Volition, Agency, Responsibility: Cognitive Mechanisms of Human Action                             | [9]   |                          |  |
| 2017  | John Campbell (en)                | University of California, Berkeley                          | How language enters perception                                                                     | [10]  |                          |  |
| 2019  | Martine Nida-Rümelin (en)         | Université de Fribourg                                      | Philosophical fundamentals for scientific studies of consciousness                                 | [11]  |                          |  |
| 2020  | John Tooby et Leda Cosmides       | Université de Californie à Santa Barbara                    | The Adapted Mind : Evolutionary psychology and the generation of culture                           |       |                          |  |